# Моріц Баслер
Моріц Баслер (нім. Moritz Basler; 24 грудня 1886, Вартенберг — 13 липня 1941, Зальцбург) — австро-угорський, австрійський і німецький офіцер, генерал-майор вермахту.

## Біографія
З 1 жовтня 1903 року навчався у інженерному кадетському училищі, з 1 жовтня 1906 року — у Військово-технічній академії. 18 серпня 1909 року вступив у австро-угорську армію. Учасник Першої світової війни, після завершення якої продовжив службу в австрійській армії.
Після аншлюсу 15 березня 1938 року автоматично перейшов у вермахт. З 1 серпня — офіцер для особливих доручень при головнокомандувачі вермахту. 20 жовтня відряджений в 26-й піхотний полк, з 10 листопада — командир полку, одночасно з 30 січня по 4 лютого 1939 року проходив курс штабного офіцера в 30-й дивізії (Любек). 12 листопада 1939 року відправлений в резерв ОКГ. 1 лютого 1940 року відряджений у польову інспекцію комплектування, 9 лютого — у Вище училище спорядження, 13 лютого — у Вище зброярське училище, 16 лютого — в 3-тю, 27 березня — в 12-ту польову інспекцію комплектування. З 1 травня 1940 року — командир 13-ї, з 1 жовтня — 18-ї інспекції комплектування.

## Звання
- Лейтенант (18 серпня 1909)
- Обер-лейтенант (1 травня 1914)
- Гауптман (1 серпня 1916)
- Титулярний майор (1 січня 1921)
- Штабс-гауптман (1 березня 1923)
- Майор (9 січня 1925)
- Оберст-лейтенант (15 липня 1928)
- Оберст (17 серпня 1932)
- Генерал-майор австрійської армії (1 січня 1938)
- Генерал-майор вермахту (1 серпня 1941; посмертно)

## Нагороди
- Бронзова і срібна медаль «За військові заслуги» (Австро-Угорщина) з мечами
- Хрест «За військові заслуги» (Австро-Угорщина) 3-го класу з військовою відзнакою і мечами
- Орден Залізної Корони 3-го класу з військовою відзнакою і мечами
- Військовий Хрест Карла
- Залізний хрест 2-го класу
- Пам'ятна військова медаль (Австрія) з мечами
- Хрест «За вислугу років» (Австрія) 2-го класу для офіцерів (25 років)
- Орден Заслуг (Австрія), лицарський хрест 1-го класу
- Почесний хрест ветерана війни з мечами
- Медаль «За вислугу років у Вермахті» 4-го, 3-го, 2-го і 1-го класу (25 років)